# チャップリンの番頭
『チャップリンの番頭』(The Pawnshop) は、チャーリー・チャップリンのミューチュアル社における6作目のサイレント映画。1916年の作品。チャップリンは質屋の店員、ヘンリー・バーグマンは質屋の主人 、エドナ・パーヴァイアンスは質屋の娘を演じている。別邦題は『チャップリンの質屋』。
本作は、それまでのチャップリンのスラップスティック・コメディ映画とは趣が異なり、小道具を効果的に使用したギャグが多用されている。特に、アルバート・オースチンが目覚まし時計を質屋に持ち込み、チャップリンがそれをバラバラに分解してしまう場面は有名である。

## キャスト
- 質屋の店員：チャーリー・チャップリン
- 質屋の主人：ヘンリー・バーグマン
- 質屋の娘：エドナ・パーヴァイアンス
- 質屋の店員：ジョン・ランド
- 目覚まし時計を持ってくる客：アルバート・オースチン
- 指輪を持ってくる客：ウェズリー・ラッグルズ
- 強盗：エリック・キャンベル
- 年老いた浮浪者・金魚を持ってくる婦人 (二役)：ジェームズ・T・ケリー
- 警官：フランク・J・コールマン

### 日本語吹替
| 俳優                     | 日本語吹替 |
| ------------------------ | ---------- |
| チャールズ・チャップリン | 堀内賢雄   |
| ヘンリー・バーグマン     | 駒谷昌男   |
| エドナ・パーヴァイアンス | 中司ゆう花 |
| ジョン・ランド           | 落合弘治   |
| （ナレーター）           | 羽佐間道夫 |

- 初回放送2014年12月21日スター・チャンネル[2]

この作品はサイレント映画だが、チャップリンのデビュー100周年を記念し、日本チャップリン協会監修のもと、スターチャンネルで日本語吹替が製作された。
- 日本語吹替版と同様、日本チャップリン協会監修のもと、活動弁士の澤登翠による活弁版も製作された。